# Idioma chimariko
El Chimariko (autónimo č'imar- 'persona') es una lengua muerta y aislada que se hablaba en la zona del Condado de Trinity, en el noroeste de California, Estados Unidos, por los nativos chimariko.
Su última hablante nativa, Sally Noble, falleció en 1922.

## Relaciones genéticas
Se han dado diversas propuestas enlazando al Chimariko con otras lenguas de la hipotética familia de lenguas hokanas. Roland Dixon sugería una relación entre el Chimariko y las familias de lenguas shasta y palaihnihanas. La famosa clasificación de 1929 de Edward Sapir agrupaba a la Chimariko con los grupos shasta, palaihnihano, pomoano y los idiomas karok y yana en un subgrupo Ocán conocido como hokano septentrional. Se ha sugerido una familia Kahi que agruparía al Chimariko, Shasta, Palaihnihano y Karok. La mayor parte de los especialistas actualmente no consideran demostradas estas relaciones, por lo que sigue considerándose una lengua aislada.
El proyecto comparativo ASJP no muestra similitudes obvias de vocabulario entre el chimariko y ninguna otra lengua, aunque parece apuntar a una posible relación lejana con el idioma zuñi, o incluso el kutenai sin embargo, dicha similitud podría deberse a razones accidentales y no es prueba en firme de parentesco.

## Descripción lingüística

### Fonología
El inventario fonológico del chimariko viene dado por:
|           |             | Labial | Dental | Post- alveolar | Palatal | Velar | Uvular | Glotal |
| --------- | ----------- | ------ | ------ | -------------- | ------- | ----- | ------ | ------ |
| Oclusiva  | simple      | p      | t      | ṭ              |         | k     | q      |        |
| Oclusiva  | aspirada    | pʰ     | tʰ     | ṭʰ             |         | kʰ    | qʰ     |        |
| Oclusiva  | glotalizada | pʼ     | tʼ     | ṭʼ             |         | kʼ    | qʼ     | ʔ      |
| Africada  | simple      |        | c      |                | č       |       |        |        |
| Africada  | aspirada    |        | cʰ     |                | čʰ      |       |        |        |
| Africada  | glotalizada |        | cʼ     |                | čʼ      |       |        |        |
| Fricativa | Fricativa   |        | s      |                | š       | x     | χ      | h      |
| Sonante   | nasal       | m      | n      |                |         |       |        |        |
| Sonante   | no-nasal    |        | l, r   |                | y       | w     |        |        |

### Gramática
Tipológicamente el chimariko usa predominantemente el marcaje de núcleo. Los argumentos nucleares se indican en el verbo, y la posesión se marca en el constituyente o nombre poseído. Las marcas de caso incluyen el instrumental y el comitativo, mientras que para el resto de relaciones nominales no aparece ninguna marca. La estructura argumental se basa en agentes y pacientes del predicado. Chimariko es una lengua sintética sufijante tendiendo a polisintética. Sin embargo, los pronombres personaes y los posesivos pueden ser tanto prefijos como sufijos. Con respecto al orden sintático, el chimariko tienede a colocar el verbo al final, aunque dada la naturaleza limitada de los datos, es difícil asegurar que se trata de una lengua de verbo final. No se han idenficado preferencias o restricciones respecto al orden de los elementos del sintagma nominal.